# Rafael González Álvarez
Rafael González Álvarez (León, 6 de octubre de 1895 - Madrid, 25 de junio de 1980) fue un catedrático, científico e investigador en biología animal y veterinaria, pedagogo e ilustre humanista español.

## Biografía
Era hijo de Joaquín González García (Méntrida, Toledo) y de Gumersinda Álvarez Lizarralde (Brunete, Madrid). Casado con Luisa Caron Pastor, tuvieron dos hijas (Genoveva y Luisa). Estudió bachillerato en el Instituto General y Técnico de León. En 1911 la familia se trasladó a Zaragoza, donde  su padre había obtenido la cátedra de Anatomía de la Escuela de Veterinaria. En esa ciudad se matriculó en la Facultad de Ciencias (Sección de Químicas) y al mismo tiempo estudia  tres cursos de Veterinaria, carrera que terminó en Madrid. En 1914 se licenció en la Universidad Central de Madrid en Ciencias en la sección de Química, los estudios iniciados en Zaragoza.  
Comienza su carrera docente en 1917 como profesor ayudante interino de Física, Química y Toxicología en la Escuela de Veterinaria de Madrid, y el curso 1919-20 es nombrado ayudante interino de la cátedra de Anatomía, regentada por su padre Joaquín González García. En 1921 es nombrado secretario de la Sección de Ciencias Exactas, Físicas y Naturales del Ateneo de Madrid. Ese mismo año se crean en Veterinaria las cátedras de Histología, Patología General y Anatomía Patológica, en cuya oposición, presidida  por Santiago Ramón y Cajal, obtuvo el segundo puesto pasando  a desempeñar la docencia de la nueva cátedra en la Escuela de Veterinaria de Zaragoza desde el 7 de abril de 1922 hasta el 30 de septiembre de 1930. Por concurso de traslado,  en septiembre de 1930, se le adjudica la Cátedra de Histología normal, Anatomía Patológica y Patología General de la Escuela de Veterinaria de Madrid. 
Su primer viaje al extranjero como becario tiene lugar en 1925, al otorgarle la Junta para Ampliación de Estudios, presidida por Santiago Ramón y Cajal, una  pensión para estudiar en la Escuela de Veterinaria de Alfort (París), una de las más prestigiosas de Europa.
En mayo de 1930 la VI Asamblea Nacional de la Asociación Nacional Veterinaria Española (ANVE) eligió nueva directiva,  siendo nombrado vicepresidente Rafael González Álvarez y presidente Felix Gordón Ordás  En la postguerra también fue elegido vicepresidente del Consejo de Colegios Veterinarios.  En 1931 forma parte de la comisión encargada de proponer el reglamento que debía regular los servicios de la recién creada Dirección General de Ganadería e Industrias Pecuarias.
Fue director de la Escuela Superior de Veterinaria de Madrid durante la II República y la guerra civil. El inicio de la guerra le sorprendió mientras veraneaba con su familia en Fuenterrabía, desde donde se trasladó a Barcelona a través de Francia con el fin de incorporarse a la dirección de la Escuela de Veterinaria, que estaba  militarizada y había sido  transformada en  un  centro  de producción de sueros terapéuticos para el ejército republicano. Una denuncia provoca su detención en febrero de 1937 por la Brigada Lister, ingresando en una checa, donde se le somete a sucesivos interrogatorios. "Sus relaciones con Miguel Castaño, alcalde socialista de León (fusilado meses antes), sirvieron de aval de su republicanismo, como también su reincorporación desde Guipúzcoa." Finalmente fue puesto en libertad a los catorce días. Poco antes de terminar la guerra, sufre una caída que con el tiempo provocará una invalidez. Terminada la contienda, se enfrentó a una denuncia por haber colaborado con el gobierno republicano. La causa se sobreseyó aunque quedó pendiente del expediente de sanción administrativa, consistente en una "suspensión de empleo y sueldo  por dos meses  e inhabilitación para cargos directivos y puestos de confianza en Instituciones culturales y de enseñanza». Fue repuesto en su cátedra pero ya no podrá acceder al cargo de director o decano del centro.
En la inauguración del curso 1947-1948 es designado para dar la lección solemne en la Universidad de Alcalá de Henares, que versó sobre La evolución moderna de los estudios veterinarios.
Hasta su jubilación en 1965, fue Jefe de la Sección de Patología del Instituto de Biología Animal ganada por oposición en 1946 y catedrático de Histología y Anatomía Patológica en la Facultad de Veterinaria de Madrid desde 1948. Asimismo, fue miembro Académico de Honor de la Real Academia de Ciencias Veterinarias de España.

## Obras
Entre sus numerosa publicaciones podemos citar las siguientes:

### Libros
- Manual elemental de técnica micrográfica. Hospicio Provincial, Zaragoza. 1927.
- Anatomía  comparada de los animales domésticos, en colaboración con Joaquín  González. Zaragoza. 1929
- Compendio de histología.  F. Martínez, Zaragoza. 1933.
- La traducción de la obra de Wilhelm Morres: Manual práctico  de  análisis  de  leche. Versión  directa de la quinta edición alemana. Sáez Hermanos. Madrid,   1935.
- Unas nociones de estadística biométrica. Ministerio  de  Agricultura, Madrid.  1945.
- Enfermedades infecto-contagiosas del cerdo  (en colaboración con Santos Ovejero y Ángel Sánchez Franco). Laboratorios SYVA, León, 1945.
- La  Veterinaria,  crítica de  una profesión. Laboratorios  SYVA. León, 1965.

### Artículos
- El borato de plata amoniacal en técnica histológica. Revista de Higiene y Sanidad Pecuarias. Madrid, 1921.
- Algunas observaciones sobre la estructura de las espundias. Revista de Higiene y Sanidad Pecuarias.  Madrid,  1923.
- Sobre la manera de fijar la eosina a los tejidos conservados  en  formol. Revista de Higiene y Sanidad Pecuarias  Madrid, 1924.
- Contribución a la Histología patológica sarcosporidiosis musculares  del  cerdo. Revista de Higiene y Sanidad Pecuarias.   Madrid,  1925.
- La histología patológica de  la  sarcosporidiosis  en  el  ganado  lanar. Revista de Veterinaria. Zaragoza, 1926.
- La forma Remo-Leucocitaria en el caballo. Revista de Veterinaria. Zaragoza, 1926,
- Sobre las  modificaciones histológicas del testículo castrado a gran mordaza en el caballo. Revista de Higiene y Sanidad Pecuarias  Madrid, 1928.  En  colaboración con don José de Pablo Lanchos.
- Observaciones acerca de la formación de las células de Langerhans en los epiteliomas de la membrana clignotante  del caballo, de carácter pigmentario. Revista de Higiene y Sanidad Pecuarias  Madrid,   1928.
- Contribución al estudio de los tumores de epitelio reticulado.  A propósito de un epitelioma de  la  membrana  clignotante  del  caballo.  Revista de Higiene y Sanidad Pecuarias.  Madrid, 1928.
- Acerca de la estructura curiosa de dos tumores quísticos de  la  cerda.  Revista de Higiene y Sanidad Pecuarias. Madrid,1930.
- Angio-mixo-sarcoma de un capón (estudio histológico). Revista de Higiene y Sanidad Pecuarias. Madrid, 1930.
- Contribución al conocimiento de la génesis histológica del riñón poliquístico del cordero. Revista de Higiene y Sanidad Pecuarias.  Madrid, 1931.
- Algunas observaciones en  torno  a  las  lesiones  histológicas de la mastitis estreptocócica de la vaca. Anales  de la  Escuela  Superior de   Veterinaria   de  Madrid,   volumen  I,  1935.
- Notas   sobre  anatomía   veterinaria. Ciencia Veterinaria, 1946  (32):  80-88.
- Contribución  al  estudio  de  los   tumores  mixtos  mamarios en  la  perra. Anales de la Facultad de Veterinaria de Madrid, Segunda  Época, Volumen I, 1946.
- Notas sobre un epitelioma de la piel del gato con metástasis pulmonar. Anales de la Facultad de Veterinaria de  Madrid, Segunda  Época, Volumen l, 1946.
- Resultados del estudio de fórmulas leucocitarias en bóvidos sanos. Anales de la Facultad de Veterinaria de Madrid.  Segunda  Época,  Volumen I, 1946
- Nuevo planteamiento de la cuestión de la tuberculosis humana de origen bovino. Revista de la Universidad de Madrid, 1953 (5): 99-107.
- Algunos  hechos  y   conceptos  nuevos  en  la  histología  del sistema  nervioso. CienciaVeterinaria, 1953  (100):  1-29 (Separata).
- Estructura submicroscópica de la fibra muscular estriada. Suplemento Científico de/ Consejo General  de  Colegios  Veterinarios de  España. 1953, 36.
- ¿Hay una verdadera arterioesclerosis en los  animales semejante a la del hombre? León Ganadero,1957 (15): 4-6.
- Particularidades del metabolismo de los rumiantes. León ganadero. Boletín de la Junta Provincial de Fomento Pecuario, 1958 (19-20): 4-7.